# Museu de Ceràmica de Paterna
El museu municipal de Ceràmica de Paterna és un museu dedicat a la ceràmica local amb peces de l'Edat Mitjana i de l'Edat Moderna, mostrant així peces fabricades entre el segle xiii i el XVI. Exportada per la Corona d'Aragó per tota la Mediterrània, s'han trobat restes de la ceràmica de Paterna en punts tan llunyans com la república russa de Tatarstan o el propi Kremlin moscovita.
L'any 2017 entrà a formar part de la Xarxa de Museus Etnològics Locals, coordinada pel Museu Valencià d'Etnologia.
Tots els fons del museu són producte de les excavacions arqueològiques de la zona. El museu va ser inaugurat en 1980 i instal·lat inicialment a la Torre. Posteriorment es va traslladar al carrer Sant Agustí i més tard a l'antic ajuntament, un edifici de 1881 situat a la Plaça del Poble, entre el primer i el segon cercle de muralles que envoltaven Paterna en l'Edat Mitjana.
El museu municipal de Ceràmica de Paterna, a més de les sales dedicades a exposició, realitza tasques d'estudi, conservació, restauració i divulgació, i compta amb una biblioteca especialitzada en bibliografia i documentació relacionades amb la ceràmica, el patrimoni i l'arqueologia, i publicacions pròpies.

## Sales de les planta baixa

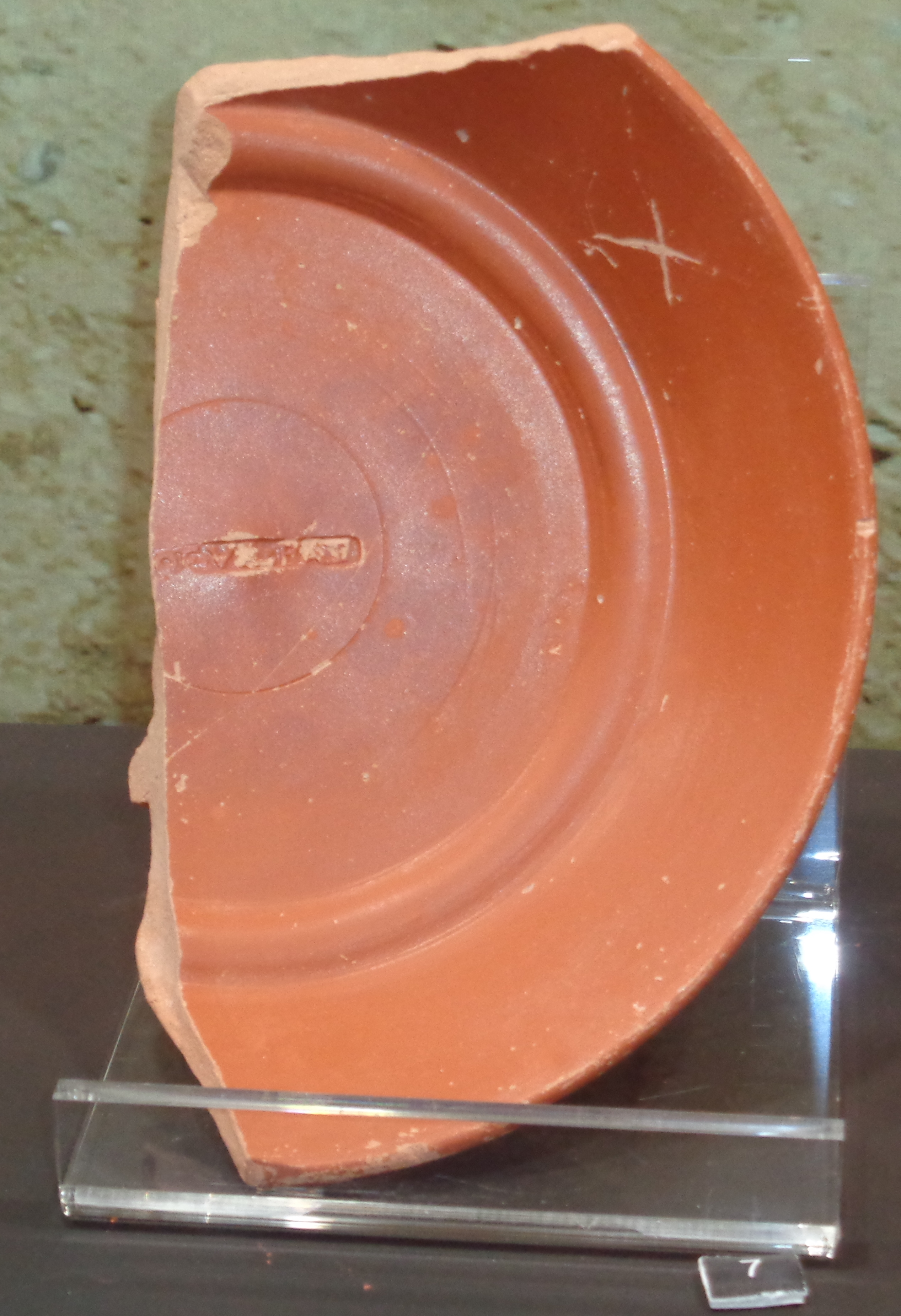
Fragment d'un plat de terra sigillata hispànica (TSH Drag. 15/17), amb la inscripció «» (‘del taller de Valerius Paternus'), trobat a la villa romana de Paterna.

En la planta baixa del museu pot trobar-se una exposició sobre els materials romans recuperats en la vil·la romana de Paterna. Aquesta exposició consta de diferents tipus de materials: deixants funeraris, una imatge d'un dels enterraments que es van registrar en la vila, figures de metall, monedes, alguns objectes de pasta vítria, eines per a la reparació de dolia i ceràmiques altimperials.
A la sala adjacent s'hi ubica la zona d'exposicions temporals amb les obres seleccionades realitzades per les persones participants als tallers que programa el museu durant les campanyes de primavera i tardor.

## Sales de la primera planta

### Socarratsde Paterna
Socarrat significa cuit una sola vegada en la terminologia ceràmica. Natacha Seseña els considerava el millor capítol de l'art popular de fang, amb una iconografia gairebé esotèrica, tan imaginativa com caricaturesca, "obra de moriscs contumaços en la seua forma d'entendre el món a través de l'Islam". Des del segle xv, la producció ceràmica de Paterna, que va arribar a competir amb la de Terol i Manises, té com a peça emblemàtica el socarrat, un maó, en general equilàter, que s'utilitzava com a decoració en la part inferior dels ràfecs de les cases i entre les bigues de fusta. No obstant això, aquest ús va perdurar fins al segle xvi, almenys a Paterna, i des d'aquest moment perden el seu paper decoratiu i són reutilitzats com a simples maons.
Els motius pictòrics més freqüents són les figures humanes, els animals (aus, peixos, cérvols, conills i tortugues), els motius heràldics i els motius geomètrics, envoltats a vegades per elements florals traçats amb "almazarrón". Els socarrats del museu estan exposats juntament amb els rodells, discos de fang cuit que es col·locaven damunt dels torns i sobre els quals es disposava l'argila que donaria lloc a la peça a realitzar. Igualment s'empraven per transportar la peça al lloc d'assecat.

### Verd i manganès
En el primer pis també se situa la sala amb l'exposició de peces decorades en Verd i manganés. Aquesta sala compta amb aiguamans, llums d'oli, bols, escudelles, escudelles de pessic, gerres, llums, orses, plats i redomes. Totes elles són peces decorades en verd i negre, morat o marró sobre fons blanc. Sobre la cronologia d'aquestes peces, solen ser datades a principis del segle xiv fins a finals del mateix. No obstant això, en el propi museu defensen que aquestes ceràmiques començarien a ser produïdes a partir de mitjans del segle xiii, doncs es van trobar ceràmiques de Paterna i Manises a la Pobla d'Ifac que estaven situades en estrats que també contenien monedes de les dues últimes encunyacions de Jaume I.

### Sala XIII-XIV (Ceràmica blava i obra aspra)

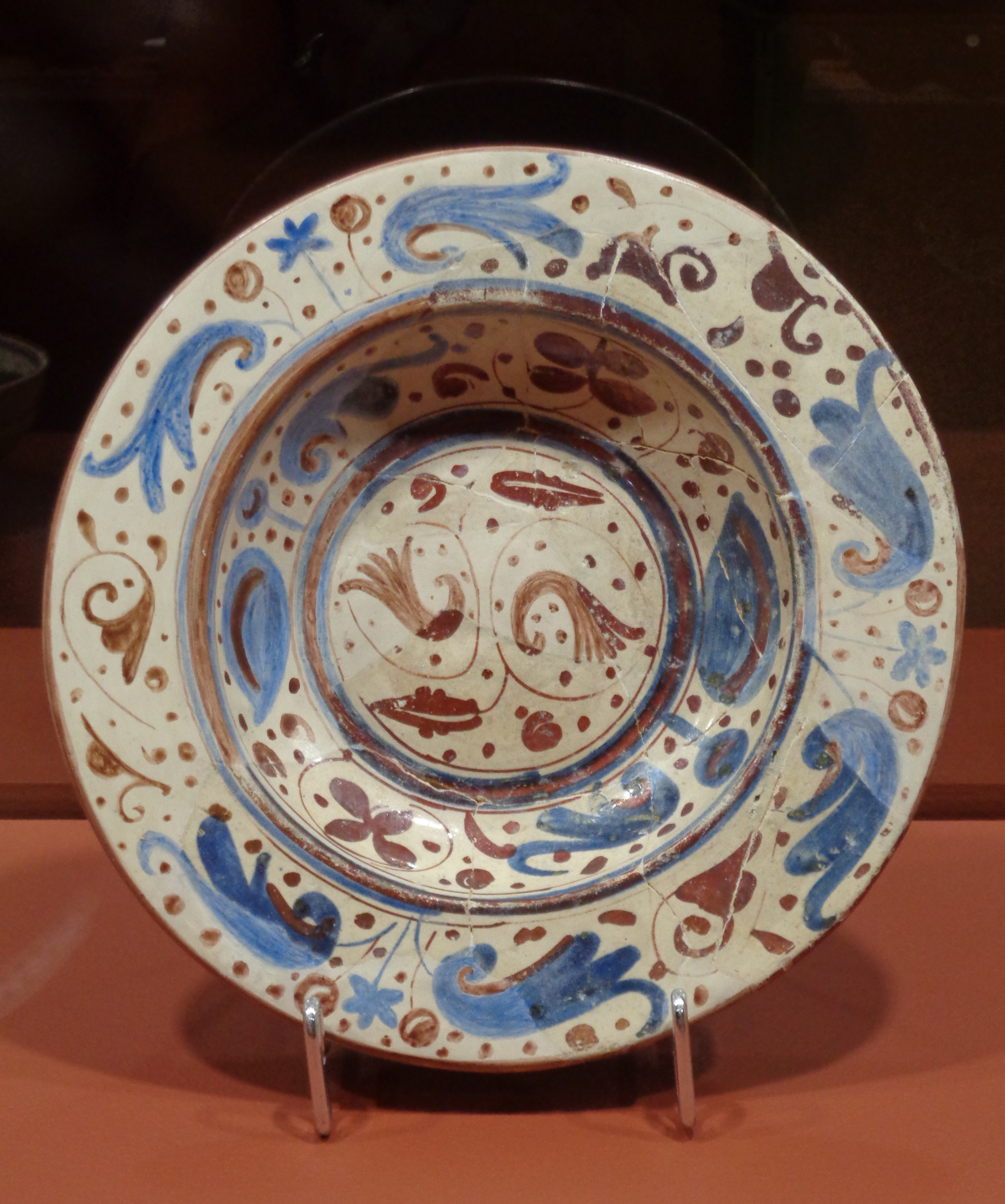
Gran plat de ceràmica blava i daurada decorat amb fulles, tiges, mates d'herba i flors (segle XV-XVI).

La següent sala està composta per una petita mostra de peces de vaixella amb motius heràldics, geomètrics i vegetals, decorades en blau (òxid de cobalt (II)) del segle xiv. Al costat d'ella hi ha una exposició de peces de terrisseria d'obra aspra, ceràmica decorada generalment en negre (òxid de manganès (II)) i en algun cas amb coberta vernissada realitzada amb plom (el color d'aquesta capa és en realitat el de la pròpia ceràmica), de manera que la peça queda impermeabilitzada. Aquestes peces estan datades al segle xiii. La mostra està composta per cassoles, llums d'oli, cànters, olles, ataifores, gerres, cocis, cantimplores, cuscusseres i morters, entre d'altres. També cal destacar una reproducció d'un enterrament musulmà i un càntir de núvia.
En una petita sala que comunica l'exposició de la ceràmica dels segles XIII-XIV amb la sala amb ceràmica dels segles XV-XVI, hi ha una mostra de terrisseria d'aigua sense a penes decoració: tenalles, gerres, gibrells, cassoles, orses, cocis i cànters. D'ells, tan sols les gerres i els càntirs estan decorats en negre, i algunes de les tenalles tenen una coberta interior vernissada per impermeabilitzar la superfície interna.

### Sala XV-XVI
Acull peces dels segles XV i XVI amb diferents decoracions, però amb predomini de les peces amb decoració de motius geomètrics de color negre, i dos alfabeguers. Encara que al segle xv Paterna començava a especialitzar-se en la producció d'obra aspra, també hi ha una vitrina amb vaixella del segle xv decorada en blau, presidida per un gran gibrell heràldic, bols, plats, escudelles, copes, salers i gerres. Estan representats elements zoomorfs, vegetals i geomètrics. Entre ells, destaca un conjunt de lacrimatoris i ampolletes de vidre.

### Sala de ceràmica daurada
Aquesta sala conté peces de pisa daurada, una tècnica que requereix tres coccions: la del bescuit, la de fi (esmalt estannífer) i, per fi, la de reflex en atmosfera reductora. El color daurat característic s'aconseguia mitjançant la combinació d'òxid de coure, plata i almagre.
A Paterna apareix cap al segle xiii; des de llavors, les seues formes i decoracions evolucionarien al costat de la societat, de manera que al món feudal cristià es poden trobar elements que recorden al món musulmà: alafies, la mà de Fàtima, atauriques i estels de huit i sis puntes, entre altres decoracions. Als segles XIV i XV es produeix una simbiosi entre els elements musulmans i cristians, que prevaldran: roses gòtiques, àngels, fulles de julivert, mitges taronges, etc. A partir del segle xvi les peces són cada vegada més simples i bastes, i la decoració canvia a motius vegetals i zoomorfs. Algunes d'aquestes peces de reflex daurat es combinaven amb la decoració blava.

### Sala de reproduccions
Finalment, el recorregut finalitza en una sala amb reproduccions a escala del forn ceràmic de Paterna; la càmera de cocció (laboratori); i el torn de terrissaire. A això s'afegeix una maqueta que explica el principi d'estratigrafia. Finalment també hi ha una petita exposició amb trespeus i llongos (eines per a la disposició de les peces dins del forn) i peces amb defectes de cocció.